# あさき
あさき（6月30日 - 、血液型：A型）は、コナミデジタルエンタテインメント所属の主にBEMANIシリーズで活動しているゲームミュージックの作曲家である。版権曲では、キャプテンロック （Captain Rock）名義で活動している。『Die Zauberflöte』（読み：ディ ツァウバー フレーテ/ドイツ語/意味：魔笛）では「わんにゃん☆パニックス」というグループ名で閣下と名乗る。大阪府出身。

## 来歴
- 叔父はクラシック・ギターの職人で、実家に置いてあったギターを玩具代わりにいじって育つ。
- 大学時代は当時『羊たちの沈黙』が流行っていたこともあり、興味を持った行動経済学を専攻していた。
- コナミに所属する前は『Blanc Neige』というヴィジュアル系バンドにヴォーカルとして在籍。
- 2002年2月にリリースされた『GUITARFREAKS 7thMIX』および『drummania 6thMIX』（以下「GF」「dm」）に収録されている『蛹（さなぎ）』でBEMANIシリーズにデビュー。楽曲は初登場にして話題を呼び、彼自身の強烈なキャラクターも手伝って、多くのファンを得た。
- 2005年に行われたコナミによる全国トップランカー決定戦の地方予選、関東二区にゲスト出演。
- 2005年9月16日、自身初のアルバム『神曲』を発売。
- 2006年7月より、神戸事業所から六本木事業所に職場が移動したことを公式サイトにて明かす。
- 2007年2月17日に幕張メッセで行われたAOU2007のKONAMIブースでのトークショーに飛び入り参加。
- 2008年に行われたコナミによる全国トップランカー決定戦の地方予選、関東二区にゲスト出演。
- 2009年2月21日に幕張メッセで行われたAOU2009のKONAMIブースでのラジオ収録に出演。
- 2010年4月よりスタートしたギタドラ関連のWebラジオMusician's Room XG』にYuei・96と共にレギュラー出演。ただし一時期、耳を患い入院したため離脱している（代役はTAGが務めたが、あさきの復帰後も最終回までほぼ毎回出演していた）。2012年3月スタートの後継番組である『BEMANI Backstage』にもYueiと共にレギュラーで続投。
- 2013年1月30日、7年半ぶりとなる2ndアルバム『天庭』を発売。

## 概要・エピソード
あさき名義で発表する楽曲は、作詞・作曲からヴォーカル、ギター、ベースまでシンガーソングライターとして一人でこなす（ドラムは打ち込みを用いているが、例外については神曲を参照）。それらの特徴として、長い前奏、暗い雰囲気のメロディ、独特の世界観を持った歌詞が挙げられ、それらからヴィジュアル系と形容されることもあるが（実際、インディーズ時代ではヴィジュアル系バンドに在籍していた）、本人自身が『ヴィジュアルではなく京都メタル』『湿っぽい感じのフォークソング』『プログレメタルに近い』と述べている。
DAM等一部のカラオケに彼の楽曲が収録されることもあるが、俗に「早口」と呼ばれる歌い方に加えて多重録音、さらには歌詞カードと実際の歌唱が違う（主に一部の歌詞を歌わない）など、一般的な曲と異なる点が多くある。
他には、ションボリくらぶとピンクカプセル（いずれもゲーム上のユニット）でも活動しており、前者では主にHandsome JET Projectの楽曲のコーラスに参加、後者では作詞を担当している。
また、彼のファンのことは「あさきスト」と呼ばれており、BeForUの外花りさ（現・ALiCE）も、BeForU公式サイトのプロフィールで好きなアーティストとしてあさきを挙げている。
かなりの車好きで猫好きである。「猫に両手剣」という謎の言葉を残したこともある。「猫に両手剣」の由来は、TOMOSUKEと一緒にプレイしていた『ファイナルファンタジーXI』のキャラクター「ミスラ」（人間だが猫のような耳・鼻・しっぽを持つ種族）で両手剣を使用していたことからだと思われる。現在あさきは自ホームページ日記内で「宇宙戦争」という言葉を頻繁に発している。
『鬼きちさん』というフルオーダーメイドのギターを所有している（かつて、月刊アルカディアに画像が掲載された）。Yuei曰く『ヘラクレスオオカブトみたい』。ネックに桜の絵が描いて有る等、かなりデザインの凝ったギターであるが、座って弾くのに適した形にしている。コラム『ねこちゃや』によると80万円ぐらいしたという。
長らく本人の意向で顔は明かされておらず、イベント出演時もマスク等で顔を隠していることが多くあった（同様に顔を隠しての出演が多いwacと異なり公の場に出ること自体少なかった）が、2ndアルバム『天庭』では本人実写のアナザージャケットが用意され、顔も見せている。

## 作品

### あさき名義の楽曲
- 蛹（GF7th / dm6th : VOCAL曲）
- ツミナガラ...と彼女は謂ふ（GF8th / dm7th : VOCAL曲）
- 月光蝶（GF9th / dm8th / ee'MALL2nd（pop'n music用楽曲、以下「pm」） /DDR SuperNOVA: VOCAL曲）
- 幸せを謳う詩（pm10 : VOCAL曲）
- この子の七つのお祝いに（GF10th / dm9th / DDR SuperNOVA / pm17 THE MOVIE / jubeat saucer（以下「jb」） : VOCAL曲）
- Agnus Dei（GF10th / dm9th / beatmania IIDX12 HAPPY SKY（以下「IIDX」） : INST曲）
- 螺子之人(ee'MALL2nd (GF/dm) /（pm15 ADVENTURE : VOCAL曲）
- 赤い鈴（GF11th / dm10th : VOCAL曲）
- 蛍（GFV2 / DMV2 : VOCAL曲）
- 雫（pm12 いろは / REFLEC BEAT limelight（以下「Rb」） : VOCAL曲）
- 猿の経（pm14 FEVER! : VOCAL曲）
- 鬼言集（IIDX14 GOLD: VOCAL曲）
- 虧兎に告ぐ（GFV3 / DMV3 : VOCAL曲）
- つばめ（pm15 ADVENTURE / Rb colette : VOCAL曲）
- 極東史記（GFV4 / DMV4 : VOCAL曲)
- 空澄みの鵯と（pm16 PARTY: VOCAL曲）
- 万物快楽理論（pm16 PARTY / Rb limelight : INST曲）
- 流氷の去りて（GFV5 / DMV5 : VOCAL曲)
- A.DOGMA（GFV5 / DMV5 : INST曲）
- FOR THE FINAL（GFV5 / DMV5 : INST曲）
- Sonne（GFV6 / DMV6 /RB groovin'!! Upper:INST曲）
- 水面静かに大地の烈日わたらせて（pm18 せんごく列伝 : VOCAL曲）
- 天庭 おとこのこ編（GFXG / DMXG / Rb colette / pmSunny Park: VOCAL曲）
- 虹の先に何があるか（Rb : VOCAL曲）
- 神曲（pm 19 TUNE STREET : VOCAL曲）
- 行き過ぎて後に（GFXG2 / DMXG2 : VOCAL曲）
- 生きてこそ〜特別版〜（pmp2 : VOCAL曲）
- 魚氷に上り 耀よひて（Rb limelight : VOCAL曲）
- 幸せのかたち（jb copious / GFXG3 / DMXG3 : VOCAL曲）
- まほろば教（Rb colette : VOCAL曲）
- 黒点（Rb colette : VOCAL曲）
- 鳥無き島にて（pm Sunny Park : VOCAL曲）
- memento mori -intro-（GITADORA : INST曲）
- 太陽の子（Rb colette : VOCAL曲）
- イ号零型（jb saucer : INST曲）
- 空葬（Rb colette : VOCAL曲）
- 砂の雨は夜に（Rb groovin'!! : VOCAL曲）
- 地の記　獄編（pm ラピストリア : VOCAL曲）
- 十界（RB groovin'!! Upper : VOCAL曲）
- 紅蓮 (GITADORA Tri-boost : VOCAL曲)
- Anathema (GITADORA Tri-boost Re:EVOLVE :INST曲)
- なごりさえ (pop'n music peace : BEMANI Sound Team "あさき"名義 : VOCAL曲)
- Fear the Merry (ノスタルジア Op.2 : BEMANI Sound Team "あさき"名義 :INST曲)
- 幸せの代償 (GITADORA EXCHAIN：VOCAL曲)
- slip into my royal blood (GITADORA NEX＋AGE :BEMANI Sound Team "あさき"名義 :INST曲)
- 蠅の王 (GITADORA NEX＋AGE :BEMANI Sound Team "あさき"名義 :VOCAL曲)
- 永 (コナステ GITADORA :BEMANI Sound Team "あさき"名義 :VOCAL曲)
- ただ、それだけの理由で (GITADORA HIGH-VOLTAGE :BEMANI Sound Team "あさき"名義 :VOCAL曲)
- 空に触れる (GITADORA FUZZ-UP :BEMANI Sound Team "あさき"名義 :VOCAL曲)

### 他名義の楽曲
- 花の唄（GF9th / dm8th : 作詞作曲 / ちーちゃん名義）
- 鬼姫（GF11th / dm10th : VOCAL曲 / 鬼の子合唱団名義）
- mushroom boy（GFV / DMV : VOCAL曲 / Poo名義）
- You can't do it if you try（GFV / DMV : VOCAL曲 / 遠藤一馬&あさき名義）
- Plastic Umbrella（GFV / DMV : VOCAL曲 / chico名義）
- Ru-Ru-Ru（GFV3 / DMV3 : 作詞作曲 / Sis Bond Chit名義）
- Micro fin（GFV3 / DMV3 : VOCAL曲 / Rotten Blotch名義）
- four-leaf（IIDX14 GOLD / GFV6 / DMV6: 作曲 / Sis Bond Chit名義）
- DEADMAN'S BED（GFV4 / DMV4 : 作曲 / Rotten Blotch名義）
- Vertigo（GFV4 / DMV4 : 作曲 / Sis Bond Chit名義）
- 天庭（pm15 ADVENTURE : INST曲 / 閣下名義）
- Modorenai Love（戻らない恋-Forever Version-）（GFV3&DMV3 Musician's ROOM RARE Collection収録 / ザ・パンサーズ「戻らない恋」のリミックス / Captain Metal名義）
- ATOMS （GFV5 / DMV5 : 作曲 / Rotten Blotch名義）
- Mannequin（GFV5 / DMV5 : 作曲 / Sis Bond Chit名義）
- Under The Nest（GFV6 / DMV6 : 作曲 / Rotten Blotch名義）
- Siren（GFV6 / DMV6 : 作曲 / Sis Bond Chit名義であるがヴォーカルはMAKI）
- NIL（GFV6 / DMV6 : 作曲 / Nelo名義）
- Lead Me（jb ripples : 作曲 / SHOGO名義）
- Piranha（GFXG / DMXG : 作曲 / Rotten Blotch名義）
- ほしふり（GFV7 / DMV7 : 作詞作曲 / Sana名義）
- 青い鳥（GFXG / DMXG : 作曲 / Juri名義）
- 牛乳特急便 - Romantic L.A style -（キャプテン 愛の劇場(GuitarFreaksXG & DrumManiaXG Original Soundtrack rising edition初回盤特典CD)収録 / 明星有限公司「香港☆超特急Z」のリミックス / キャプテンメタル名義）
- Scharfrichter (IIDX19 Lincle : INST曲 / Ashemu名義）
- いきもの失格 / （pm20 fantasia : あさきのくりむ童話名義）
- お米の美味しい炊き方、そしてお米を食べることによるその効果。（IIDX20 tricoro / GITADORA / pmSunnyPark / jb saucer / Rb colette / DanceDanceRevolution : 作曲 / 大日本鉄倶楽部名義 （96との合作））
- 去る金合戦 / （GITADORA : あさきのくりむ童話名義）
- マッハマンの歌 / （Rb colette : あさきのくりむ童話名義）
- 野球の遊び方 そしてその歴史 〜決定版〜 / （IIDX21 SPADA他 : あさき大監督名義）
- たまごの物理化学的 及び調理特性に関しての調査、そしてその考察（GITADORA OverDrive : 大日本鉄倶楽部名義）
- I LOVE SAKURA（Rb plus : 作曲 / CHERRY BLOSSOMS (ASAKI & wac)名義）
- I LOVE SUNFLOWER（Rb groovin'!! : 作曲 / CHERRY BLOSSOMS (ASAKI & wac)名義）
- I LOVE COSMOS（Rb groovin'!! Upper : 作曲 / CHERRY BLOSSOMS (ASAKI & wac)名義）
- いま 我々にできること (GITADORA Tri-boost : 大日本森倶楽部 feat.Koh Nishino名義)
- NIRVANA（REFLEC BEAT VOLZZA : Asaki名義）
- ぱんだしんけん1、2、3〜ちえ！おっしょさんにはかなわないや！〜（BeatStream アニムトライヴ : おひさまくらぶ名義）
- 透明はまだらに世界を告げて（GITADORA Tri-boost / pm eclale / Rb VOLZZA 2 : あさき×剣名義（サディの剣との共同制作））
- Aion（GITADORA Matixx : BEMANI Sound Team "Anonymous"名義 :INST曲）
- Unbelief（IIDX26 Rootage : BEMANI Sound Team "Anonymous"名義 :INST曲）
- Stargazer（GITADORA NEX＋AGE : BEMANI Sound Team "asaki"名義 :INST曲）
- Under The Shades Of The Divine Ray（GITADORA HIGH-VOLTAGE : BEMANI Sound Team "asaki"名義 :INST曲）
- もうあおむけでいくしかない (pm 解明リドルズ：Super Momotarosans名義)
- I LOVE uUu ～Holy Graduation～（GITADORA FUZZ-UP : 作曲 / CHERRY BLOSSOMS (ASAKI & wac)名義）
- Ouroboros（GITADORA FUZZ-UP : BEMANI Sound Team "asaki"名義 :INST曲）

### 他アーティスト楽曲への参加
- 誰?（GF7th / dm6th :コーラスで参加）
- わすれもの（GF8th / dm7th共にpower-up ver. :コーラスで参加）
- 瞬的愛歌（JET LOVE）（GF9th / dm8th :コーラスで参加）
- Out of breath（GF9th / dm8th : コーラスで参加）
- ヘリコプター（GF10th / dm9th :作詞）
- カゴノトリ（GF10th / dm9th ：ギター演奏）
- Handsome JET L-Project（GF10th / dm9th : コーラス&ベース演奏）
- 二人はラブラブ（仮）（GF11th / dm10th : コーラスで参加）
- こたつとみかん（GF11th / dm10th / pm12いろは :作詞）
- 明鏡止水（pm10 / GF11th / dm10th :ギター演奏）
- 哀愁のコリゴリラ（GFV / DMV : コーラスで参加）
- ひとりぼっち（GFV / DMV : 作詞）
- 純勉夏（ee'MALL2nd （GF/dm/pm） / PS2版pm12いろは :コーラスで参加）
- Die Zauberflöte（GFV / DMV : ギター・ヴォーカル・ベース・鐘）
- キャッシュレスは愛情消すティッシュ（IIDX12 HAPPY SKY : GINGER名義 / Jimmy Wecklとの共同製作）
- 真超深TION（pm13カーニバル : Des-あさ名義 / Des-ROWとの共同製作）
- ¥真超深TION¥（GFV2 / DMV2 : Des-あさ名義 / 上記のリマスタリングバージョン）
- αρχη（GFV3 / DMV3 :ギター演奏）
- ACROSS THE NIGHTMARE（Festival Version）（GUITARFREAKS & drummania BEST TRACKS : 一部ギター演奏）
- WILD RIDE(Hi gain version)（GUITARFREAKS & drummania INSTRUMENTAL COLLECTION : 一部ギター演奏）
- 凛として咲く花の如く（初出：pm15 ADVENTURE、全機種収録 :作詞）
- neu（pm15 ADVENTURE :ギター、ベース演奏）
- ENCORE CONQUEST（GFV6 / DMV6 : Tric Trap +名義 /泉陸奥彦・妹尾和浩・佐々木博史・小野秀幸との共同制作）
- 黒髪乱れし修羅となりて（pm18 せんごく列伝 :ギター演奏）
- 少年リップルズ（jubeat ripples :ベース演奏）
- クリーンクリーン（GFXG / DMXG :作詞）
- uen（PMP2 :ギター演奏）
- 情操ディストピア（pm20 Fantasia :ギターソロ）
- ストレイ・マーチ（Rb colette :ギター演奏)
- 虚空と光明のディスクール（ひなビタ♪ : 作詞）
- 水月鏡花のコノテーション（ひなビタ♪ : 作詞、ギター演奏）
- XIII（GITADORA Matixx : 作曲、Jane Doe名義であるがヴォーカルはMergingMoonのUで作詞はTatsuya）
- Drizzly Venom （ひなビタ♪：作曲）
- 堕羅朽 (GITADORA EXCHAIN :ベース演奏)

### ゲーム外の楽曲
アルバム『神曲』収録
- 予後の音

アルバム『天庭』収録
- 散るを踏み 残るを仰ぐ
- このひと しりませんか
- 舌切り念念
- ほしふりの果て 極東史記より
- 虚仮虚仮として けしからず
- 其曰く 教外別伝をして
- 白きを廻り 黒きの巡り
- ここりのつき

あさき Official Site SE
- お幸せに
- お天道虫様
- ぬくもり
- おとこのこおんなのこ
- いきてこそ

アニメ曲
- はなまるぴっぴはよいこだけ（作詞） - 『おそ松さん』第1期第1クールOP、作曲:96、歌:A応P
- 君氏危うくも近うよれ（作詞） - 『おそ松さん』第2期第1クールOP、作曲:まふまふ、歌:A応P

## ディスコグラフィ

### アルバム
- 『神曲』（初回盤：2005年9月16日）（通常版：2005年9月22日）
- 『神曲』リマスター版（2012年3月21日）
- 『天庭』（2013年1月30日）